# Loïc Pietri
Loïc Pietri (ur. 27 sierpnia 1990 w Nicei) – francuski judoka, mistrz świata, brązowy medalista mistrzostw Europy.
Startuje w kategorii wagowej do 81 kg. Zdobywca złotego medalu w mistrzostwach świata w Rio de Janeiro (2013).
W 2009 roku w Paryżu został mistrzem świata juniorów, a w Erywaniu mistrzem Europy juniorów w kategorii do 81 kg.
Startował w Pucharze Świata w latach 2010–2012, 2017 i 2019.